# Scala mel
La scala mel (dalla parola melody) è una scala di percezione dell'altezza (pitch) di un suono. È stata proposta da Stanley Smith Stevens, John Volkman e Edwin Newman nel 1937 nel Journal of the Acoustical Society of America.

## La scala
Il punto di collegamento tra questa scala e una normale misura di frequenza è stato definito dall'uguaglianza tra 1000 Hertz e 1000 Mel all'intensità di 40 dB SPL sopra la soglia d'udito dell'ascoltatore. Alcuni studi di psicoacustica hanno evidenziato che la percezione umana delle frequenze è di tipo logaritmico.
La scala mel è una funzione definita a tratti nel seguente modo:
{\displaystyle mel(f)=\left\{{\begin{matrix}f&{\text{se }}f\leq 1kHz\\2595\cdot \log(1+{\frac {f}{700}})&{\text{se }}f>1kHz\\\end{matrix}}\right.}
Il nome mel deriva dalla parola melodia ad indicare che la scala è basata su confronti di altezze (pitch).

## Grafico
Di seguito il grafico della funzione mel: